# Frank Moores
Frank Duff Moores (* 18. Februar 1933 in Carbonear, Neufundland; † 10. Juli 2005 in Perth, Ontario) war ein kanadischer Politiker der Progressiv-konservativen Partei und zwischen 1972 und 1979 Premierminister von Neufundland und Labrador.

## Biografie

### Aufstieg zum Premierminister von Neufundland und Labrador
Moores wurde zunächst bei der Wahl 1968 für den Wahlkreis Bonavista-Trinity-Conception zum Mitglied in das Kanadische Unterhaus gewählt, ehe er 1970 Vorsitzender der Progressiv-konservativen Partei der Provinz Neufundland und Labrador wurde.
Bei der Wahl zum Abgeordnetenhaus von Neufundland und Labrador am 28. Oktober 1971 erzielte er einen sensationellen Wahlsieg gegen den seit 1949 amtierenden ersten Premierminister der Provinz, Joey Smallwood: Während dessen Liberale Partei 20 der 42 Sitze erhielt, bekam die Progressive-conservative Party 21 Sitze. 1 Sitz ging an die lokale Labrador Party. Da die Liberalen die meisten Wählerstimmen bekamen, beantragte Smallwood eine Neuauszählung. Letztlich entschied jedoch ein Gericht, dass die Konservativen die Wahlen gewannen. Moores selbst wurde bei dieser Wahl Mitglied des Abgeordnetenhauses für den neugeschaffenen Wahlkreis Humber West.
Daraufhin wurde Moores am 18. Januar 1972 Nachfolger Smallwoods als Premierminister. In dieser Funktion unterstützte er Gesetzesinitiativen zur Ausweitung der Provinzkontrolle über küstennahe Ressourcen wie Fischerei und Erdöl. Bei den Wahlen zum Abgeordnetenhaus am 24. März 1972 und am 16. September 1975 erzielte die von ihm geführte Progressiv-konservative Partei jeweils breite absolute Mehrheiten von 33 beziehungsweise 30 Sitzen, wobei das Abgeordnetenhaus 1975 aus 51 Sitze ausgeweitet wurde. Am 26. März 1979 trat er nach siebenjähriger Amtszeit als Premierminister zurück und übergab das Amt an Brian Peckford, der zu dieser Zeit einflussreicher Minister für Bergbau, Energie und ländliche Entwicklung war.

### Rückzug aus der Politik und Airbus-Affäre
Nach seinem Rückzug aus der Politik widmete er sich der Arbeit als Lobbyist, ehe er 1983 als Wahlkampfmanager den Sieg von Brian Mulroney als Vorsitzender der Progressiv-konservativen Partei Kanadas herbeiführte.
Mulroney berief ihn anschließend zum Berater und kurz darauf wurde er auch Vorstandsmitglied der Fluggesellschaft Air Canada. Zeitgleich war er Mitarbeiter der Unternehmensberatung Government Consultants International (GCI), die sich ebenfalls im Bereich der Luftfahrt engagierte, so dass Moores nach wachsenden Vorwürfen eines Interessenkonflikts sein Vorstandsmandat bei Air Canada niederlegte. 1987 wurde er Vorstandsvorsitzender von CGI und sah sich in dieser Zeit mit der Airbus-Affäre konfrontiert, bei der hochrangigen Regierungsvertretern Bestechlichkeit für die Bestellung von Airbus-Flugzeugen für Air Canada vorgeworfen wurde. Aufsichtsratsvorsitzender des Airbus-Konzerns zu dieser Zeit war der bayerische Ministerpräsident Franz Josef Strauß. Moores stritt jedoch bis zu seinem Tode jede Beteiligung in der Airbus-Affäre ab.